# Gelasia
Gelasia — рід квіткових рослин з родини айстрових (Asteraceae).

## Поширення
Поширений у Північній Африці, Європі, Західній і Центральній Азії.
В Україні ростуть Gelasia ensifolia та Gelasia biebersteinii.

## Біоморфологічна характеристика
Це трав'янисті багаторічні рослини, рідше напівкущики. Листки вздовж стебла розташовані по черзі, на ніжках або сидячі; прикореневі підрум'янюються. Листові пластинки переважно лінійної (або яйцеподібної) форми, з гострими вершинами та послабленими основами; краї суцільні, плоскі чи хвилясті; поверхня гола чи запушена. Суцвіття складаються з окремих квіткових головок, зібраних у китицеподібні чи щиткоподібні утворення. Квіткові голівки складаються із запушеної оболонки, утвореної декількома приквітками, з'єднаними в кілька рядів, які захищають квітколоже, на якому розміщені язичкові квітки. Язичкові квітки жовті. Сім'янки завдовжки 4–12 мм, звужені на верхівці, мають 5 ребер; поверхня вкрита щільним шерстяним покривом. Папус завдовжки 5–24 мм, блідо-жовтий з рожевим відтінком. Запилення відбувається за допомогою комах.

## Види
- Gelasia acantholimon (Hand.-Mazz.) Zaika, Sukhor. & N.Kilian
- Gelasia albicans (Coss.) Zaika, Sukhor. & N.Kilian
- Gelasia araneosa (Sm.) Zaika, Sukhor. & N.Kilian
- Gelasia aucheriana (DC.) Zaika, Sukhor. & N.Kilian
- Gelasia biebersteinii (Lipsch.) Zaika, Sukhor. & N.Kilian
- Gelasia caespitosa (Pomel) Zaika, Sukhor. & N.Kilian
- Gelasia callosa (Moris) Zaika, Sukhor. & N.Kilian
- Gelasia cinerea (Boiss.) Zaika, Sukhor. & N.Kilian
- Gelasia circumflexa (Krasch. & Lipsch.) Zaika, Sukhor. & N.Kilian
- Gelasia cretica (Willd.) Zaika, Sukhor. & N.Kilian
- Gelasia doriae (Degen & Bald.) Zaika, Sukhor. & N.Kilian
- Gelasia dzhawakhetica (Sosn. ex Grossh.) Zaika, Sukhor. & N.Kilian
- Gelasia ensifolia (M.Bieb.) Zaika, Sukhor. & N.Kilian
- Gelasia eriophora (DC.) Zaika, Sukhor. & N.Kilian
- Gelasia filifolia (Boiss.) Zaika, Sukhor. & N.Kilian
- Gelasia hirsuta (Gouan) Zaika, Sukhor. & N.Kilian
- Gelasia ketzkhowelii (Sosn. ex Grossh.) Zaika, Sukhor. & N.Kilian
- Gelasia kotschyi (Boiss.) Zaika, Sukhor. & N.Kilian
- Gelasia lanata (L.) Zaika, Sukhor. & N.Kilian
- Gelasia lasiocarpa (D.F.Chamb.) Zaika, Sukhor. & N.Kilian
- Gelasia latifolia (Fisch. & C.A.Mey.) Zaika, Sukhor. & N.Kilian
- Gelasia litwinowii (Krasch. & Lipsch.) Zaika, Sukhor. & N.Kilian
- Gelasia longiana (Sümbül) Zaika, Sukhor. & N.Kilian
- Gelasia mackmeliana (Boiss.) Zaika, Sukhor. & N.Kilian
- Gelasia mirabilis (Lipsch.) Zaika, Sukhor. & N.Kilian
- Gelasia pisidica (Hub.-Mor.) Zaika, Sukhor. & N.Kilian
- Gelasia psychrophila (Boiss. & Hausskn.) Zaika, Sukhor. & N.Kilian
- Gelasia pygmaea (Sm.) Zaika, Sukhor. & N.Kilian
- Gelasia ramosissima (DC.) Zaika, Sukhor. & N.Kilian
- Gelasia rigida (Aucher ex DC.) Zaika, Sukhor. & N.Kilian
- Gelasia sandrasica (Hartvig & Strid) Zaika, Sukhor. & N.Kilian
- Gelasia seidlitzii (Boiss.) Zaika, Sukhor. & N.Kilian
- Gelasia sericea (Aucher ex DC.) Zaika, Sukhor. & N.Kilian
- Gelasia tomentosa (L.) Zaika, Sukhor. & N.Kilian
- Gelasia tuberosa (Pall.) Zaika, Sukhor. & N.Kilian
- Gelasia ulrichii (Parolly & N.Kilian) Zaika, Sukhor. & N.Kilian
- Gelasia villosa (Scop.) Cass.